# Modèle de l'occupation humaine
Le Modèle de l'occupation humaine (MOH) est un modèle de pratique en ergothérapie développé par Gary Kielhofner (en) et ses collègues en 1980. Il est holistique, centré sur l'occupation et le client et basé sur la pratique fondée sur les preuves (evidence-based practice - EBP). Le MOH décrit comment l'occupation est motivée, structurée et réalisée par un individu, en tenant compte des environnements physiques et sociaux dans lesquels elle se déroule. Il s'applique à des personnes de tous les âges de la vie qui ont des problèmes occupationnels. 
Le modèle propose une vingtaine d'outils d'évaluation utilisable dans la pratique. Ils sont tous en anglais et la plupart sont traduits en français par le Centre de référence du modèle de l'occupation humaine, Université Laval, Québec, Canada. 
Ce modèle est l'une des principales théories utilisée en ergothérapie dans le monde entier. Gary Kielhofner a publié un ouvrage dédié entièrement à ce modèle en 1985, qu'il a réédité à plusieurs reprises. Renée R Taylor est l'autrice de la 5e édition, à la suite du décès de Gary Kielhofner en 2010,. 

## Concepts théoriques
Le MOH se découpe en trois parties principales : l'Être occupationnel, soit la personne ; l'Agir occupationnel, ce que la personne fait et le Devenir occupationnel, comment la personne s'adapte à ses occupations. Ces trois parties sont en interactions continues avec l'environnement.
- L'Être est composé de trois sous-systèmes. La volition, qui correspond à la motivation de la personne, ses valeurs, ses centres d'intérêts ainsi que ses déterminants personnels (son sentiment d'efficacité et ses capacités personnelles). L'habituation comprend les habitudes et les rôles de la personne. Finalement, la capacité de rendement regroupe les composantes objectives, physiques et mentales, ainsi que l'expérience subjective du corps, nécessaire à la réalisation d'occupations.

- L'Agir se subdivise en trois niveaux d'action. Le niveau le plus large concerne la participation occupationnelle. Il est suivi du rendement occupationnel, soit l'ensemble des tâches à réaliser. Ce niveau dépend des habiletés, dernier niveau de l'Agir, qui réunit les habiletés motrices, opératoires et de communication et d'interaction.

- Le Devenir est le résultat de l'addition de l'Être et de l'Agir. Les expériences vécues dans les différentes occupations vont générer une identité et des compétences, qui vont permettre l'adaptation à de nouvelles occupations.

- Le tout se réalise en tenant compte du contexte environnemental, qui va influencer chacun des éléments[5].